# Voleibol nos Jogos Sul-Americanos
O voleibol é um dos esportes no programa esportivo dos Jogos Sul-Americanos desde 1978, organizado pela Organização Desportiva Sul-Americana. Foi realizado nas duas primeiras edições, deixando de ser disputado nos torneios seguintes e retornando a fazer parte do programa novamente em 2010.

## Quadro de medalhas
| Ordem | País          | Medalha de ouro | Medalha de prata | Medalha de bronze | Total |
| ----- | ------------- | --------------- | ---------------- | ----------------- | ----- |
| 1     | ARG Argentina | 6               | 3                | 1                 | 10    |
| 2     | PER Peru      | 2               |                  | 4                 | 6     |
| 3     | CHL Chile     | 1               | 3                | 1                 | 5     |
| 4     | BRA Brasil    | 1               | 2                | 1                 | 4     |
| 5     | COL Colômbia  | 1               | 1                | 1                 | 3     |
| 6     | BOL Bolívia   | 1               | 1                |                   | 2     |
| 7     | PRY Paraguai  |                 | 1                | 1                 | 2     |
|       | VEN Venezuela |                 | 1                | 1                 | 2     |
| 9     | ECU Equador   |                 |                  | 1                 | 1     |
| TOTAL | TOTAL         | 12              | 12               | 11                | 35    |

### Masculino
| Ordem | País          | Medalha de ouro | Medalha de prata | Medalha de bronze | Total |
| ----- | ------------- | --------------- | ---------------- | ----------------- | ----- |
| 1     | ARG Argentina | 5               |                  |                   | 5     |
| 2     | CHL Chile     | 1               | 2                |                   | 3     |
| 3     | COL Colômbia  |                 | 1                | 1                 | 2     |
|       | VEN Venezuela |                 | 1                | 1                 | 2     |
| 5     | BOL Bolívia   |                 | 1                |                   | 1     |
|       | BRA Brasil    |                 | 1                |                   | 1     |
| 7     | PER Peru      |                 |                  | 2                 | 2     |
| 8     | ECU Equador   |                 |                  | 1                 | 1     |
|       | PRY Paraguai  |                 |                  | 1                 | 1     |
| TOTAL | TOTAL         | 6               | 6                | 6                 | 18    |

### Feminino
| Ordem | País          | Medalha de ouro | Medalha de prata | Medalha de bronze | Total |
| ----- | ------------- | --------------- | ---------------- | ----------------- | ----- |
| 1     | PER Peru      | 2               |                  | 2                 | 4     |
| 2     | ARG Argentina | 1               | 3                | 1                 | 5     |
| 3     | BRA Brasil    | 1               | 1                | 1                 | 3     |
| 4     | BOL Bolívia   | 1               |                  |                   | 1     |
|       | COL Colômbia  | 1               |                  |                   | 1     |
| 6     | CHL Chile     |                 | 1                | 1                 | 2     |
| 7     | PRY Paraguai  |                 | 1                |                   | 1     |
| TOTAL | TOTAL         | 6               | 6                | 5                 | 17    |